# Генеральна військова рада
Генера́льна військо́ва ра́да — вищий орган влади Запорізької Січі, Війська Запорізького (реєстрового), Гетьманщини та Слобідської України протягом 1648–1750 років. Один з органів центральної влади нарівні з владою гетьмана та Радою генеральної старшини.
Генеральна військова рада бере початок від зборів козацького війська, на яких до 1648 року обирали гетьмана, козацьку старшину, обмірковували військові та станові справи. Генеральна військова рада була органом прямого народоправства, нагадуючи віча доби середньовіччя. Участь у генеральній військовій раді могли брати всі, хто належав до козацького стану, зокрема, знатні військові товариші та старшина, іноді — делегації від міщан, запорожці, в окремих випадках — селяни (так звана чорна рада). Число присутніх доходило до кількох тисяч.
Постійного місця зборів генеральної військової ради не було. Найчастіше вона збиралася на річці Росаві (Київщина) та в Переяславі. Генеральну військову раду скликали окремими універсалами гетьмани й самі їх проводили. Правильного голосування не було, рішення приймалися за згодою більшості, що її можна було встановити на око.
Генеральна військова рада обирала гетьмана і вищу козацьку старшину, розглядала питання війни та миру, обговорювала зовнішньополітичні справи, а іноді й справи внутрішньої політики та судочинства. Компетенції Генеральної військової ради частково збігалися й конкурували з компетенціями гетьмана і Ради Старшини.
Під кінець 17 століття Генеральна військова рада втратила значення центрального державного органу на користь гетьмана і Ради Старшини. У 18 столітті Генеральна військова рада стає лише формою урочистого військового параду при обранні нового гетьмана.
В лютому 1750 року відбулась остання Генеральна військова рада, на якій було проголошено гетьманом України Кирила Розумовського.